# Gonzalo García Núñez
Gonzalo Raúl García Núñez (Lima, 16 de febrero de 1947 - Ibidem, 8 de enero del 2024) fue un ingeniero industrial, empresario y político peruano. Fue presidente del Consejo Nacional de la Magistratura en el año 2011 hasta el 2012 y director del Banco Central de Reserva del Perú en 2001. También fue regidor de la Municipalidad de Lima en dos ocasiones

## Biografía
Nació en la ciudad de Lima, el 16 de febrero de 1947.
Ingresó a la Universidad Nacional de Ingeniería y estudió la carrera de Ingeniería Industrial. Posteriormente, ejerció como profesor y luego estudió Economía en la Universidad de Grenoble de Francia.
Fue presidente de la Asociación de Docentes ADUNI.FENDUP, delegado docente a la Asamblea Estatutaria, el Consejo de Facultad y la Asamblea Universitaria. Fue también Miembro del Foro Democrático y del colectivo Justicia y libertad. Además, García Núñez fue autor y escritor de la Visión de los peruanos excluidos (Mosca Azul 1995). También fue colaborador de la página editorial del diario La República desde 1982. 
Ejerció como docente en la sección de Posgrado de la UNI y consultor de organismos internacionales de cooperación científica y técnica.

## Carrera política

### Regidor de Lima
Fue miembro de Izquierda Unida y se inició en la política como candidato a regidor de la Municipalidad de Lima en la lista encabezada por el histórico Alfonso Barrantes en las elecciones municipales del año 1983. García resultó elegido como regidor para el periodo municipal 1984-1986. Fue luego reelegido en las elecciones municipales de 1986.
Postuló al Senado en las elecciones de 1990 por Izquierda Socialista, sin embargo, no resultó elegido.

### Director del BCR
El 20 de septiembre del 2001, fue nombrado por el Congreso de la República como miembro del directorio del Banco Central de Reserva del Perú durante el gobierno de Alejandro Toledo.
Permaneció en el cargo hasta el 2005.

### Elecciones del 2006
Para las elecciones generales del año 2006, García fue presentado como candidato a la primera vicepresidencia en la plancha presidencial de Ollanta Humala por el partido Unión por el Perú en alianza con el Partido Nacionalista Peruano. Fue también jefe del plan de gobierno durante la campaña presidencial. Culminando los procesos electorales, la candidatura perdió en segunda vuelta contra Alan García del Partido Aprista Peruano.
Fue también candidato a la alcaldía de la ciudad de Lima por el Partido Nacionalista Peruano.

### Presidente del CNM
En 2010, García fue elegido como miembro del Consejo Nacional de la Magistratura por el Colegio de Profesionales. Posteriormente, García fue elegido como presidente del CNM en marzo del 2011.
Durante su gestión, presidió la Comisión de Alto Nivel Anticorrupción.
En mayo del 2017, García se inscribió como miembro del partido Juntos por el Perú y fue secretario general del partido en octubre del mismo año. Intentó ser regidor del distrito de Miraflores en las elecciones municipales del 2018, sin embargo, no resultó elegido.
Integró el consejo consultivo de la Junta Nacional de Justicia en 2020.

## Fallecimiento
El 8 de enero del 2024, Gonzalo García Núñez falleció a los 76 años en la ciudad de Lima. La noticia fue dada por la Universidad Nacional de Ingeniería.